# Сентрал-Веллі (Юта)
Сентрал-Веллі (англ. Central Valley) — місто (англ. town) в США, в окрузі Севір штату Юта. Населення — 647 осіб (2020).

## Географія
Сентрал-Веллі розташований за координатами 38°42′14″ пн. ш. 112°6′0″ зх. д. / 38.70389° пн. ш. 112.10000° зх. д. (38.704008, -112.100068).  За даними Бюро перепису населення США в 2010 році місто мало площу 3,51 км², уся площа — суходіл. В 2017 році площа становила 5,46 км², уся площа — суходіл.

## Демографія
Згідно з переписом 2010 року, у місті мешкало 528 осіб у 182 домогосподарствах у складі 144 родин. Густота населення становила 150 осіб/км².  Було 194 помешкання (55/км²).
Расовий склад населення:
| - 98,3 % — білих - 0,4 % — чорних або афроамериканців - 0,2 % — корінних американців |

До двох чи більше рас належало 0,9 %. Частка іспаномовних становила 2,1 % від усіх жителів.
За віковим діапазоном населення розподілялося таким чином: 31,2 % — особи молодші 18 років, 53,6 % — особи у віці 18—64 років, 15,2 % — особи у віці 65 років та старші. Медіана віку мешканця становила 34,8 року. На 100 осіб жіночої статі у місті припадало 106,2 чоловіків;  на 100 жінок у віці від 18 років та старших — 102,8 чоловіків також старших 18 років.
Середній дохід на одне домашнє господарство  становив 54 605 доларів США (медіана — 50 938), а середній дохід на одну сім'ю — 63 668 доларів (медіана — 65 455). За межею бідності перебувало 16,6 % осіб, у тому числі 14,9 % дітей у віці до 18 років та 23,0 % осіб у віці 65 років та старших.
Цивільне працевлаштоване населення становило 240 осіб. Основні галузі зайнятості: освіта, охорона здоров'я та соціальна допомога — 24,6 %, публічна адміністрація — 18,3 %, будівництво — 12,5 %, роздрібна торгівля — 9,6 %.